# Olympische Sommerspiele 2020/Schwimmen – 4 × 200 m Freistil (Frauen)
Der Staffelwettbewerb über 4-mal 200 Meter Freistil der Frauen bei den Olympischen Spielen 2020 in Tokio wurde vom 28. bis 29. Juli 2021 im Tokyo Aquatics Centre ausgetragen.
Es fanden zwei Vorläufe statt. Die acht schnellsten Staffeln aller Vorläufe qualifizierten sich für das Finale.
Abkürzungen: 
 WR = Weltrekord, OR = olympischer Rekord, WJ = Juniorenweltrekord, AM = amerikanischer Rekord, AF = afrikanischer Rekord, OC = Ozeanienrekord, NR = nationaler Rekord, PB = persönliche Bestleistung, JWB = Jahresweltbestzeit

## Bestehende Rekorde
Vor Beginn der Olympischen Spiele waren folgende Rekorde gültig.
| Weltrekord         | Australien (Ariarne Titmus, Madison Wilson, Brianna Throssell, Emma McKeon)          | 7:41,50 min | Gwangju, Südkorea              | 25. Juli 2019  |
| Olympischer Rekord | Vereinigte Staaten (Missy Franklin, Dana Vollmer, Shannon Vreeland, Allison Schmitt) | 7:42,92 min | London, Vereinigtes Königreich | 1. August 2012 |

Während der Olympischen Spiele wurden folgende Rekorde gebrochen:
| Weltrekord         | Volksrepublik China (Yang Junxuan, Tang Muhan, Zhang Yufei, Li Bingjie) | 7:40,33 min | Tokio, Japan | 29. Juli 2021 |
| Olympischer Rekord | Volksrepublik China (Yang Junxuan, Tang Muhan, Zhang Yufei, Li Bingjie) | 7:40,33 min | Tokio, Japan | 29. Juli 2021 |

## Vorläufe
Mittwoch, 28. Juli 2021, 13:17 Uhr MESZ
 

### Vorlauf 1
| Platz | Bahn | Nation             | Athletinnen                                                                                            | Zeit        | Anmerkung |
| ----- | ---- | ------------------ | --- | ----------- | --------- |
| 1     | 4    | Vereinigte Staaten | Bella Sims (1:58,59) Paige Madden (1:55,96) Katie McLaughlin (1:56,02) Brooke Forde (1:57,00)          | 7:47,57 min |           |
| 2     | 5    | China              | Tang Muhan (1:57,29) Zhang Yifan (1:57,63) Dong Jie (1:57,77) Li Bingjie (1:56,29)                     | 7:48,98 min |           |
| 3     | 3    | Deutschland        | Isabel Gose (1:57,29) Leonie Kullmann (1:59,00) Marie Pietruschka (1:58,73) Annika Bruhn (1:57,04)     | 7:52,06 min |           |
| 4     | 2    | Frankreich         | Charlotte Bonnet (1:57,61) Assia Touati (1:58,59) Lucile Tessariol (1:59,39) Margaux Fabre (1:59,46)   | 7:55,05 min |           |
| 5     | 3    | Japan              | Chihiro Igarashi (1:57,87) Rio Shirai (1:59,94) Nagisa Ikemoto (2:00,25) Aoi Masuda (2:00,33)          | 7:58,39 min |           |
| 6     | 1    | Südafrika          | Aimee Canny (1:58,41) Rebecca Meder (2:00,53) Duné Coetzee (1:59,75) Erin Gallagher (2:02,87)          | 8:01,56 min | AF        |
| 7     | 7    | Türkei             | Viktoriya Zeynep Güneş (2:04,42) Beril Böcekler (2:02,03) Deniz Ertan (2:04,15) Merve Tuncel (2:00,36) | 8:10,96 min |           |
| 8     | 8    | Südkorea           | Jung Hyun-young (2:01,27) Kim Seo-yeong (1:59,98) Han Da-kyung (2:04,38) An Se-hyeon (2:05,53)         | 8:11,16 min |           |

### Vorlauf 2
| Platz | Bahn | Nation     | Athletinnen | Zeit        | Anmerkung |
| ----- | ---- | ---------- | --- | ----------- | --------- |
| 1     | 4    | Australien | Mollie O’Callaghan (1:55,11) WJ Meg Harris (1:57,01) Brianna Throssell (1:56,46) Tamsin Cook (1:56,03)                 | 7:44,61 min |           |
| 2     | 5    | Kanada     | Katerine Savard (1:58,18) Rebecca Smith (1:55,99) Mary-Sophie Harvey (1:57,53) Sydney Pickrem (1:59,82)                | 7:51,52 min |           |
| 3     | 3    | ROC        | Anastassija Guschenkowa (1:57,26) Walerija Salamatina (1:58,87) Weronika Andrussenko (1:57,77) Anna Jegorowa (1:58,14) | 7:52,04 min |           |
| 4     | 6    | Ungarn     | Zsuzsanna Jakabos (1:59,19) Laura Veres (1:57,88) Evelyn Verrasztó (2:00,35) Ajna Késely (1:58,74)                     | 7:56,16 min |           |
| 5     | 6    | Brasilien  | Aline Rodrigues (2:00,15) Larissa Oliveira (2:01,50) Nathalia Almeida (1:59,18) Gabrielle Roncatto (1:58,67)           | 7:59,50 min |           |
| 6     | 1    | Neuseeland | Erika Fairweather (1:57,38) Carina Doyle (2:02,18) Eve Thomas (2:00,75) Ali Galyer (2:05,85)                           | 8:06,16 min |           |
|       | 8    | Hongkong   | Stephanie Au Camille Cheng Siobhan Haughey Ho Nam Wai                                                                  | DNS         |           |
|       | 2    | Italien    | Stefania Pirozzi (2:01,64) Anna Chiara Mascolo Giulia Vetrano Federica Pellegrini                                      | DSQ         |           |

### Zusammenfassung
| Platz | Vorlauf | Bahn | Nation             | Athletinnen | Zeit        | Anmerkung |
| ----- | ------- | ---- | ------------------ | --- | ----------- | --------- |
| 1     | 2       | 4    | Australien         | Mollie O’Callaghan (1:55,11) WJ Meg Harris (1:57,01) Brianna Throssell (1:56,46) Tamsin Cook (1:56,03)                 | 7:44,61 min |           |
| 2     | 1       | 4    | Vereinigte Staaten | Bella Sims (1:58,59) Paige Madden (1:55,96) Katie McLaughlin (1:56,02) Brooke Forde (1:57,00)                          | 7:47,57 min |           |
| 3     | 1       | 5    | China              | Tang Muhan (1:57,29) Zhang Yifan (1:57,63) Dong Jie (1:57,77) Li Bingjie (1:56,29)                                     | 7:48,98 min |           |
| 4     | 2       | 5    | Kanada             | Katerine Savard (1:58,18) Rebecca Smith (1:55,99) Mary-Sophie Harvey (1:57,53) Sydney Pickrem (1:59,82)                | 7:51,52 min |           |
| 5     | 2       | 3    | ROC                | Anastassija Guschenkowa (1:57,26) Walerija Salamatina (1:58,87) Weronika Andrussenko (1:57,77) Anna Jegorowa (1:58,14) | 7:52,04 min |           |
| 6     | 1       | 3    | Deutschland        | Isabel Gose (1:57,29) Leonie Kullmann (1:59,00) Marie Pietruschka (1:58,73) Annika Bruhn (1:57,04)                     | 7:52,06 min |           |
| 7     | 1       | 2    | Frankreich         | Charlotte Bonnet (1:57,61) Assia Touati (1:58,59) Lucile Tessariol (1:59,39) Margaux Fabre (1:59,46)                   | 7:55,05 min |           |
| 8     | 2       | 6    | Ungarn             | Zsuzsanna Jakabos (1:59,19) Laura Veres (1:57,88) Evelyn Verrasztó (2:00,35) Ajna Késely (1:58,74)                     | 7:56,16 min |           |
| 9     | 1       | 6    | Japan              | Chihiro Igarashi (1:57,87) Rio Shirai (1:59,94) Nagisa Ikemoto (2:00,25) Aoi Masuda (2:00,33)                          | 7:58,39 min |           |
| 10    | 2       | 7    | Brasilien          | Aline Rodrigues (2:00,15) Larissa Oliveira (2:01,50) Nathalia Almeida (1:59,18) Gabrielle Roncatto (1:58,67)           | 7:59,50 min |           |
| 11    | 1       | 1    | Südafrika          | Aimee Canny (1:58,41) Rebecca Meder (2:00,53) Duné Coetzee (1:59,75) Erin Gallagher (2:02,87)                          | 8:01,56 min | AF        |
| 12    | 2       | 1    | Neuseeland         | Erika Fairweather (1:57,38) Carina Doyle (2:02,18) Eve Thomas (2:00,75) Ali Galyer (2:05,85)                           | 8:06,16 min |           |
| 13    | 1       | 7    | Türkei             | Viktoriya Zeynep Güneş (2:04,42) Beril Böcekler (2:02,03) Deniz Ertan (2:04,15) Merve Tuncel (2:00,36)                 | 8:10,96 min |           |
| 14    | 1       | 8    | Südkorea           | Jung Hyun-young (2:01,27) Kim Seo-yeong (1:59,98) Han Da-kyung (2:04,38) An Se-hyeon (2:05,53)                         | 8:11,16 min |           |
|       | 2       | 8    | Hongkong           | Stephanie Au Camille Cheng Siobhan Haughey Ho Nam Wai                                                                  | DNS         |           |
|       | 2       | 2    | Italien            | Stefania Pirozzi (2:01,64) Anna Chiara Mascolo Giulia Vetrano Federica Pellegrini                                      | DSQ         |           |

## Finale
Donnerstag, 29. Juli 2021, 5:31 Uhr MESZ

| Platz | Bahn | Nation             | Athletinnen | Zeit        | Anmerkung |
| ----- | ---- | ------------------ | --- | ----------- | --------- |
| 1     | 3    | China              | Yang Junxuan (1:54,37) NR Tang Muhan (1:55,00) Zhang Yufei (1:55,66) Li Bingjie (1:55,30)                              | 7:40,33 min | WR        |
| 2     | 5    | Vereinigte Staaten | Allison Schmitt (1:56,34) Paige Madden (1:55,25) Katie McLaughlin (1:55,38) Katie Ledecky (1:53,76)                    | 7:40,73 min | AM        |
| 3     | 4    | Australien         | Ariarne Titmus (1:54,51) Emma McKeon (1:55,31) Madison Wilson (1:55,62) Leah Neale (1:55,85)                           | 7:41,29 min | OC        |
| 4     | 6    | Kanada             | Summer McIntosh (1:55,74) Rebecca Smith (1:57,30) Kayla Sanchez (1:55,59) Penny Oleksiak (1:55,14)                     | 7:43,77 min | NR        |
| 5     | 2    | ROC                | Anna Jegorowa (1:58,22) Walerija Salamatina (1:58,31) Weronika Andrussenko (1:58,17) Anastassija Guschenkowa (1:57,45) | 7:52,15 min |           |
| 6     | 7    | Deutschland        | Isabel Gose (1:58,63) Leonie Kullmann (1:59,19) Marie Pietruschka (1:58,36) Annika Bruhn (1:57,71)                     | 7:53,89 min |           |
| 7     | 8    | Ungarn             | Zsuzsanna Jakabos (1:58,61) Laura Veres (1:59,71) Ajna Késely (1:58,14) Boglárka Kapás (2:00,16)                       | 7:56,62 min |           |
| 8     | 1    | Frankreich         | Charlotte Bonnet (1:58,08) Assia Touati (1:58,82) Lucile Tessariol (2:00,86) Margaux Fabre (2:00,39)                   | 7:58,15 min |           |